# William Mulholland
William Mulholland (Belfast, 11 settembre 1855 – Los Angeles, 22 luglio 1935) è stato un ingegnere irlandese naturalizzato statunitense.

## Biografia
Nato a Belfast, in Irlanda e immigrato a New York negli anni 1870, si recò a San Francisco nel 1877, lavorò come minatore in Arizona e infine si insediò nella città dove si sarebbe fatto una reputazione Los Angeles. Ingegnere autodidatta, iniziò a realizzare canali nella cittadina californiana di San Pedro per conto del Los Angeles Department of Water and Power, in cui fu poi assunto da Frederick Eaton e di cui divenne infine il capo. Sotto la sua guida Los Angeles, che era un deserto coperto di chaparral (vegetazione cespugliosa affine alla macchia mediterranea), venne completamente trasformata. Gli uffici di Mulholland erano situati nell'ultimo piano del Million-Dollar Theatre a Broadway.
Mulholland condivideva la visione di una Los Angeles molto più grande con il suo amico Frederick Eaton, che divenne sindaco della città dal 1898 fino al 1900. I due si conoscevano bene, avendo lavorato insieme nella Los Angeles Water Company, l'azienda privata che gestiva i servizi idrici di Los Angeles, durante gli anni 1880. Negli anni successivi, gli sforzi congiunti di Eaton e Mulholland portarono prima all'acquisto della Water Company da parte della città di Los Angeles e poi alla sua trasformazione nel Los Angeles Department of Water and Power (1902), di cui Mulholland rimase il capo in virtù della sua profonda conoscenza del sistema idrico della città.
Il principale ostacolo ai progetti di espansione di Eaton e Mulholland per Los Angeles era l'insufficienza dell'approvvigionamento idrico rispetto ai fabbisogni attuali e futuri della città. Per superare questo ostacolo, Eaton e Mulholland si rivolsero alla valle di Owens, essendosi resi conto che la notevole quantità di acqua di ruscellamento che affluiva nella valle dalla Sierra Nevada poteva essere trasportata a Los Angeles attraverso un acquedotto alimentato a gravità.
Lungo circa 360 chilometri, l'acquedotto di Los Angeles, completato nel novembre del 1913, captava l'acqua della valle di Owens nella California centrale, nel quadro di un imponente progetto di lavori pubblici che richiese oltre 2.000 lavoratori e 164 tunnel. L'acqua che viaggiava tramite l'acquedotto dal fiume Owens raggiunse un bacino artificiale nella San Fernando Valley il 5 novembre. In una cerimonia tenutasi quel giorno Mulholland pronunciò la sua frase più famosa su questa monumentale impresa ingegneristica e sul fatto che l'acqua era stata portata a Los Angeles: "There it is. Take it" (ossia, "Eccola. Prendetevela").
L'acquedotto prosciugò completamente il lago Owens (la cui superficie era di ben 100 miglia quadrate) nel 1928. L'acquisizione dei diritti all'acqua era stata compiuta irregolarmente, tra imbrogli e corruzione (la storia è raccontata, con qualche licenza, nel film del 1974 Chinatown di Roman Polański). Ciò diede luogo a una serie di aspre contese (le cosiddette California Water Wars) con gli agricoltori della valle di Owens, che opposero una resistenza riottosa, ricorrendo addirittura ad attentati dinamitardi contro l'acquedotto, come quello di Jawbone Canyon nel 1924, oppure aprendo le chiuse Alabama e deviando il corso d'acqua per quattro giorni, o aumentando i prezzi. La città di Los Angeles fu obbligata a trattare, e si dice che Mulholland abbia dichiarato che gli "dispiaceva quasi di aver fatto abbattere così tanti frutteti nella valle, perché adesso non ci sono più abbastanza alberi per impiccare tutti i rompiscatole che abitano lì".
La carriera di Mulholland terminò tragicamente dopo quindici anni, il 12 marzo del 1928, quando la diga di St. Francis cedette poche ore dopo l'ispezione da parte dello stesso Mulholland, e scaricò 47 milioni di metri cubi d'acqua che inondarono la Santa Clara Valley, a nord di Los Angeles. Una muraglia d'acqua alta come un palazzo di dieci piani si precipitò lungo il letto del fiume Santa Clara alla velocità di 30 km/h in direzione del mare che raggiunse all'altezza dell'abitato di Ventura, e la mattina dopo il sole sorse a illuminare uno scenario di catastrofe apocalittico. La città di Santa Paula era stata sepolta da uno strato di sei metri di detriti e fango; altre parti della Contea di Ventura erano ricoperte anche da 20 metri di fango. Le squadre di soccorso lavorarono per giorni e giorni, e il conteggio finale delle vittime raggiunse la cifra di 450 morti, inclusi 42 bambini di una scuola elementare.
Mulholland si dimise, assumendosi la piena responsabilità del peggior disastro nell'ingegneria civile della storia degli Stati Uniti (che presenta diverse analogie con la tragedia italiana del Vajont). Lo stesso Mulholland, durante il processo, giunse a dire, in lacrime, "invidio i morti". L'inchiesta stabilì comunque che Mulholland non aveva possibilità di conoscere l'instabile situazione geologica, causa ultima del disastro.
Morì nel 1935 ed è sepolto al Forest Lawn Memorial Park Cemetery di Glendale in California.

## Fama
- Mulholland Drive, la leggendaria strada di Los Angeles, che come celebrità è seconda forse solo a Sunset Boulevard, è stata così battezzata in onore di William Mulholland.
- Negli anni novanta, il musicista Frank Black registrò due canzoni, Ole Mulholland (nell'album Teenager of the Year) e St Francis Dam Disaster (nell'album Dog in the Sand), sulla vita e le opere di Mulholland.
- Mulholland avrebbe potuto diventare facilmente sindaco di Los Angeles, ma quando gli chiedevano perché non si presentava alle elezioni rispondeva "piuttosto preferirei partorire un porcospino".